# 686

## Narození
- 23. srpen – Karel Martel, vládce Franské říše

## Hlavy států
- Papež – Jan V. (685–686) » Konon (686–687)
- Byzantská říše – Justinián II.
- Franská říše – Theuderich III. (675–691)
  - Austrasie – Pipin II. (majordomus) (679–714)
- Anglie
  - Wessex – Centwine? » Cædwalla
  - Essex – Sebbi
- Bulharsko
  - První bulharská říše – Asparuch
  - Volžsko-Bulharský chán – Kotrag (660–700/710)